# Silja Kanerva
Silja Kanerva (ur. 28 stycznia 1985 w San Diego w Stanach Zjednoczonych) – fińska żeglarka sportowa, brązowa medalistka olimpijska.
Zawody w 2012 były jej pierwszymi igrzyskami olimpijskimi. Po medal sięgnęła w rywalizacji w klasie Elliott 6m. Jej partnerkami były Silja Lehtinen i Mikaela Wulff.